# شرف بن راجح
الأمير الشريف شرف بن راجح بن فواز بن ناصر بن فواز بن عون بن محسن بن عبد الله الهاشميّ القُرشيّ ولد بالطائف سنة 1881م، وتلقى تعليمه فيها واشترك في حملة عسير سنة 1910م، ثم خلف أباه في إمارة الطائف سنة 1915م.

## نسبه
الشريف شرف بن راجح بن فواز بن ناصر بن فواز بن عون بن محسن بن عبد الله بن الحسين بن عبد الله بن الحسن بن محمد أبو نمي الثاني بن بركات الثاني بن محمد بن بركات الأول بن الحسن بن عجلان بن رميثة بن محمد أبو نمي الأول بن أبو سعد الحسن بن علي الأكبر بن قتادة بن إدريس بن مطاعن بن عبد الكريم بن عيسى بن الحسين بن سليمان بن علي بن عبد الله الأكبر بن محمد الثائر بن موسى الثاني بن عبدالله بن موسى الجون بن عبدالله الكامل بن الحسن المثنى بن الحسن بن علي بن أبي طالب بن عبد المطلب بن هاشم بن عبد مناف بن قصي بن كلاب بن مرة بن كعب بن لؤي بن غالب بن فهر بن مالك بن النضر بن كنانة بن خزيمة بن مدركة بن إلياس بن مضر بن نزار بن معد بن عدنان.

## نبذة
وعند نشوب الثورة العربية الكبرى كان الساعد الأيمن للأمير عبد الله الأول بن الحسين في حشد القبائل لمهاجمة الأتراك داخل تحصينات الطائف، وعندما استسلمت الفرقة التركية انتقل إلى المدينة المنورة فانضم إلى جيش الأمير فيصل بن الحسين وأصبح مساعده الأول في قيادة الجيش.
وعندما غادر الأمير فيصل إلى العقبة في تموز عام 1917م، أناب شرف بن راجح عنه في قيادة القوات العربية التي كانت تحارب الأتراك على خط سكة الحديد.
عاد راجح إلى الطائف بعد أن استسلام الأتراك في المدينة عام 1919م، وتولى إمارتها إلى أن هاجمها السعوديون واستولوا عليها في أيلول 1924م. بقي إلى جانب الملك علي بن الحسين إلى ان غادر جدة إلى العراق في أواخر سنة 1925م.
أقام في بغداد حتى قيام حركة رشيد عالي الكيلاني سنة 1941م، إذ اختير وصياً على العرش بعد أن غادر الأمير عبد الإله بن علي العراق.
وعندما أخفقت الحركة ذهب إلى إيران وهناك ألقت القوات البريطانية القبض عليه وأبعد مع أنصار الحركة إلى رودسيا الجنوبية؛ وبعد انتهاء الحرب نقل إلى بغداد وسجن فيها.
ثم أطلق سراحه فجاء إلى عمّان بدعوة من الملك عبد الله الأول بن الحسين سنة 1950م، وفي الأردن عيّن عضواً بمجلس الأعيان الأردني إلى حين وفاته فيها سنة 1955م.
نشر رياض الصلح مقالة تشيد بشرف بن راجح في عدد الجريدة الصادر في 9 تموز / يوليو 1913. وذكر أنه أثار اهتمام الضباط العسكريين البريطانيين في عمليات الثورة العربية بين سنتي 1916 و1918، وتضمّنت تقاريرهم عنها دوره في جمع رجال القبائل العربية المختلفة وقيادتهم في عمليات عسكرية اتسمت بالذكاء في التخطيط والجرأة في التنفيذ، والحكمة في مواجهة الأخطار والتصدي لها.